# Alberto Moravia
(Alberto Moravia, La noia, 1960)
Alberto Moravia, pseudonimo di Alberto Gastone Pincherle Moravia (Roma, 28 novembre 1907 – Roma, 26 settembre 1990), è stato uno scrittore, giornalista, sceneggiatore, saggista, drammaturgo, poeta, reporter di viaggio, critico cinematografico e politico italiano.
Considerato uno dei più importanti romanzieri italiani del XX secolo, ha esplorato nelle sue opere i temi della sessualità, dell'alienazione sociale e dell'esistenzialismo.
Salì alla ribalta nel 1929 con il romanzo Gli indifferenti e pubblicò nella sua lunga carriera più di trenta romanzi. I temi centrali dell'opera di Moravia sono l'aridità morale, l'ipocrisia della vita contemporanea e la sostanziale incapacità degli uomini di raggiungere la felicità. La sua scrittura è rinomata per lo stile semplice e austero, caratterizzato dall'uso di un vocabolario comune inserito in una sintassi elegante ed elaborata.

## Biografia

### Primi anni di vita
Alberto Pincherle (Moravia era il cognome della nonna paterna) nacque a Roma, nel quartiere Pinciano, in via Giovanni Sgambati, il 28 novembre del 1907 in un'abbiente famiglia borghese. Il padre, Carlo Pincherle, era un architetto e pittore veneziano d'origine ebraica, mentre la madre, Teresa Iginia De Marsanich, detta Gina, era un'anconetana di religione cattolica e d'origini in parte dalmate. Interessanti sono gli intrecci familiari, che ben descrivono la temperie culturale nella quale si formò il giovane Moravia:
- Il fratello del padre, Gabriele Pincherle (1851-1928), fu un noto giurista, collaboratore di Giuseppe Zanardelli e senatore del Regno dal 1913.
- La sorella del padre, Amelia Pincherle (1870-1954), fu la madre di Carlo Rosselli e Nello Rosselli, oltreché nipote acquisita di Ernesto Nathan, sindaco di Roma tra il 1907 e il 1913. A sua volta, la figlia di Carlo fu la poetessa Amelia Rosselli.
- Un cugino del padre fu l'ammiraglio Augusto Capon (1872-1943), distintosi come ufficiale nella guerra italo-turca e nella prima guerra mondiale, la cui figlia, Laura (1907-1977), fu moglie del fisico Enrico Fermi.
- Il fratello della madre, Augusto De Marsanich, fu sottosegretario di Stato durante il fascismo e, nel dopoguerra, deputato, senatore e segretario del Movimento Sociale Italiano.

Alberto fu il secondo di quattro figli, nato dopo la sorella Adriana (1905-1996), pittrice, e prima dell'altra sorella, Elena (1909-2006), moglie dell'ambasciatore Carlo Cimino, e del più piccolo Gastone (1914-1941), caduto in combattimento a Tobruk, in Libia, durante la campagna del Nordafrica. Trascorse, assieme alla famiglia, un'infanzia "normale, benché grave e solitaria" nel villino di via Gaetano Donizetti 6, progettato dal padre. Alberto Moravia era ateo.
Moravia non riuscì a compiere studi regolari perché nel 1916, all'età di nove anni, venne colpito da una seria forma di tubercolosi ossea che lo costrinse a letto per ben cinque anni, tre dei quali trascorsi a casa e due presso il sanatorio Codivilla di Cortina d'Ampezzo. Come i fratelli, frequenta per un anno il liceo Tasso conseguendo "a mala pena" la licenza ginnasiale, che costituirà il suo unico titolo di studio. Dotato di viva intelligenza, non potendo condurre la vita dei ragazzi della sua età, Alberto ebbe molto tempo per la lettura, alla quale si dedicò con fervido impegno e profonda passione, formandosi così una solida base letteraria allargata alle più significative tendenze della cultura europea. Tra i suoi autori preferiti vi furono Dostoevskij, Proust e molti altri. Imparò con facilità il francese e il tedesco e iniziò a scrivere versi in francese e in italiano.
Nel 1925, lasciato il sanatorio e recatosi a Bressanone per la convalescenza, cominciò a scrivere Gli indifferenti. Conobbe in quel periodo Corrado Alvaro e Massimo Bontempelli e nel 1927 iniziò a collaborare alla rivista Novecento dove pubblicò i suoi primi racconti tra i quali la Cortigiana stanca, che uscì in francese (Lassitude de courtisane) nel 1927, il Delitto al circolo del tennis del 1928, Il ladro curioso e Apparizione nel 1929.

### Attività letteraria durante il regime fascista
Nel 1929, dopo non poche difficoltà, riuscì a pubblicare a sue spese (5 000 lire dell'epoca) presso la casa editrice milanese Alpes, diretta dal fratello del duce Arnaldo Mussolini, il suo primo romanzo, Gli indifferenti, che ottenne subito da parte della critica buoni consensi e venne considerato uno degli esperimenti più interessanti di narrativa italiana di quel tempo. Al romanzo italiano, in crisi e in cerca di nuove soluzioni, si offriva un solido impianto romanzesco tradizionale. La struttura teatrale 'in blocchi' del romanzo era molto in linea con il gusto letterario francese dell'epoca; Moravia infatti puntava alla tragedia, ma di fatto era impossibile trasportare le mediocri e meschine vicende dei personaggi della vicenda nel più sublime ed elevato dei generi della tradizione. La decadenza e lo sfacelo della borghesia italiana, durante il regime fascista, vengono rappresentati senza un intenzionale presupposto di critica (come dirà Moravia anni dopo) ma evidentemente ciò era congeniale al suo spirito; di fatto però ci troviamo di fronte al primo romanzo esistenzialista italiano, che partecipa al nascente clima esistenzialista europeo in una vicenda concreta e radicata in un contesto storico reale e attuale.
Il romanzo narra la storia di una famiglia i cui componenti, legati da una vicenda di corruzione e di viltà, sono fondamentalmente dei vinti, vinti dalla loro apatia, dalla assenza totale di orgoglio e dignità morale. Il secondo romanzo, Le ambizioni sbagliate, un misto di giallo poliziesco e romanzo introspettivo alla Dostoevskij, avrà meno fortuna.
Dal 1930 iniziò a collaborare con La Stampa, allora diretta da Curzio Malaparte e nel 1933 fondò, insieme a Mario Pannunzio, la rivista "Caratteri", che vedrà la luce per soli quattro numeri. Collaborò poi alla rivista Oggi (sulle cui pagine uscirà, nel 1940, Cosma e i briganti). Sempre nel 1933 iniziò a collaborare con la "Gazzetta del Popolo", diretta da Ermanno Amicucci, uno dei futuri firmatari del Manifesto per la difesa della razza, ma il regime fascista avversò la sua opera vietando le recensioni a Le ambizioni sbagliate, sequestrando La mascherata e vietando la pubblicazione di Agostino.
Nel 1935 si recò negli Stati Uniti dove, invitato da Giuseppe Prezzolini, allora direttore della Casa Italiana della Columbia University di New York, tenne alcune conferenze sul romanzo italiano. Nel 1937, grazie a un finanziamento del Ministero della propaganda, partì per la Cina per articoli destinati alla Gazzetta del Popolo. Nel giugno 1937 vengono assassinati in Francia Nello e Carlo Rosselli, suoi cugini da parte di padre.
Ritornato in Italia scrisse un libro di racconti lunghi intitolato L'imbroglio che verrà pubblicato da Bompiani nel 1937. Scriverà negli anni del fascismo racconti allegorici e surreali, tra i quali I sogni del pigro pubblicato nel 1940 e nel 1941 il romanzo La mascherata.

### Matrimonio con Elsa Morante

Alberto Moravia negli anni cinquanta

Nel 1941 si sposò in chiesa con la scrittrice Elsa Morante che aveva conosciuto nel 1936 (e con cui aveva trascorso lunghi periodi ad Anacapri). Il rito religioso fu officiato dal gesuita padre Pietro Tacchi Venturi. Moravia visse con Morante per un lungo periodo a Capri, dove scriverà il romanzo Agostino. Si separarono poi nel 1962. Dal 1962 al 1983 Moravia ebbe un'intensa vita amorosa e di lavoro con la scrittrice Dacia Maraini.

### La ciociarae il dopoguerra
Dopo gli avvenimenti dell'8 settembre 1943 si rifugiò con la moglie a Sant'Agata (nel territorio di Fondi, a nord della frazione San Magno), un villaggio montano di pastori provenienti da Vallecorsa (Valle Latina) presso la famiglia Marrocco-Mirabella, da questa esperienza e dal rapporto con questa famiglia nascerà il romanzo La ciociara. Il romanzo fu scritto in due epoche diverse: le prime pagine le scrisse nel 1944, mentre il corpo centrale dell'opera lo sviluppò tredici anni dopo, in un momento di crisi della sua narrativa. La ciociara risulterà opera alta e pietosa; attraverso la maturazione del personaggio di Cesira lo scrittore intese descrivere tutta la confusa e disperata realtà italiana di quel periodo della seconda guerra mondiale.
Con l'annuncio della Liberazione lo scrittore ritornò a Roma e riprese la sua attività letteraria e giornalistica collaborando con Corrado Alvaro a Il Popolo di Roma, a Il Mondo, all'Europeo e soprattutto al Corriere della Sera dove sarà presente fino alla morte con i suoi reportages, le sue riflessioni critiche e i suoi racconti. Gli anni che seguono il dopoguerra vedranno aumentare la fortuna letteraria e cinematografica dello scrittore, che pubblicò La romana (1947), i racconti La disubbidienza (1948), L'amore coniugale e altri racconti (1949) e il romanzo Il conformista (1951).
All'uscita de La romana il romanzo venne definito dalla critica come uno dei migliori dell'ultima narrativa. Descrive impeccabilmente un ambiente corrotto, vacuo, frequentato da protagonisti che conducono un'esistenza priva di vere e integre ragioni morali. Al centro della vicenda emerge la figura di Adriana, donna di malcostume, ma meno colpevole e squallida di coloro che la circondano.

### Anni 1950: il Premio Strega e l'attività cinematografica
Nel 1952 gli venne assegnato il premio Strega per I racconti 1927-1951 e iniziarono le traduzioni dei suoi romanzi all'estero e i film tratti dai suoi racconti e romanzi. Sarà del 1953 il soggetto de La provinciale con la regia di Mario Soldati, La romana del 1954 con la regia di Luigi Zampa, nel 1955 collaborerà alla sceneggiatura di Racconti romani di Gianni Franciolini.
Nel 1949 e 1950 curò una rubrica radiofonica settimanale di cronache dal mondo del cinema (intitolata "Cinema") sulla Rete Rossa.
Nel 1953 fondò con Alberto Carocci la rivista Nuovi Argomenti, della quale divenne redattore e collaboratore l'amico Pier Paolo Pasolini.
Nel 1954, in seguito alla pubblicazione dell'opera Racconti romani, gli sarà assegnato il Premio Marzotto, confermando la notorietà internazionale acquisita. Scriverà intanto il romanzo Il disprezzo e sulla rivista Nuovi Argomenti il saggio L'uomo come fine. Scrisse inoltre alcune importanti prefazioni, come quella ai Cento sonetti del Belli, a Paolo il caldo di Brancati e a Passeggiate romane di Stendhal.
Nel 1955 iniziò a collaborare a L'Espresso tenendo un'accurata rubrica di critica cinematografica, le cui recensioni verranno pubblicate nel 1975 in un volume intitolato Al cinema.

### Anni 1960:La noia, il teatro, il Sessantotto
Nel 1960 con il romanzo La noia gli verrà assegnato il premio Viareggio e nello stesso anno Vittorio De Sica realizzerà il film La ciociara, tratto dall'omonimo libro.
Separatosi da Elsa Morante, nel 1962 andò a vivere con la scrittrice Dacia Maraini, di circa trent'anni più giovane, conosciuta nel 1959.
Nel 1962 verrà anche realizzato il film diretto da Mauro Bolognini Agostino e nel 1963 Il disprezzo dal regista Jean-Luc Godard, La noia con la regia di Damiano Damiani a cui seguiranno nel 1964 Gli indifferenti di Francesco Maselli.
Moravia, nel frattempo, si occupò sempre più di teatro e a partire dal 1966 fondò con Dacia Maraini ed Enzo Siciliano una compagnia teatrale che porta il nome del "Porcospino". Con essa verrà rappresentata L'intervista di Moravia, La famiglia normale della Maraini, Tazza di Enzo Siciliano e alcune opere di Carlo Emilio Gadda, Goffredo Parise a altri autori. A causa della mancanza di fondi, la compagnia dovette chiudere.
Nel 1967 si recò in Cina, in Giappone e in Corea, insieme alla compagna Maraini, come corrispondente del Corriere della Sera, e i suoi articoli verranno raccolti nel 1968 in un volume intitolato La rivoluzione culturale in Cina. Nello stesso anno, scoppiata la contestazione, fu uno dei pochi intellettuali a cercare di venire incontro ai giovani "ribelli"; proprio per questo motivo, tentò di tenere una conferenza alla Sapienza di Roma, ma venne malamente respinto dagli studenti ("Mao sì, Moravia no!").

### Anni 1970: viaggi, corrispondenze e racconti
Nel 1971 vennero pubblicati il romanzo Io e lui e il saggio Poesia e romanzo. Insieme a Dacia Maraini e a vari compagni di viaggio tra cui Pier Paolo Pasolini e Maria Callas, Moravia visitò numerosi paesi dell'Africa, ogni anno per 18 anni consecutivi. Questi viaggi fecero da ispirazione all'opera A quale tribù appartieni? che uscì nel 1972.
Nel 1973 raccolse in un libro alcuni dei racconti apparsi precedentemente sul Corriere della Sera, pubblicazione, questa, seguita nel 1976 da un'altra raccolta. Uscirà, intanto, nel 1978 il romanzo al quale aveva lavorato per molti anni, La vita interiore. Negli anni seguenti Moravia continuò a scrivere e a pubblicare racconti e saggi e a collaborare attivamente con Il Corriere della Sera.
Presso la sede di Mosca della "Pravda" divise la stanza con lo scrittore Nikolaj Sanvelian che verso la metà degli anni ottanta, con l'avvio della glasnost e della perestrojka gorbaceviane, assieme a Giancarlo Pallavicini, consulente per la perestrojka del Governo sovietico e russo, e a Mario Rigoni Stern, che aveva partecipato alla campagna di Russia, lo coinvolgerà nella creazione dell'Associazione internazionale degli intellettuali e creativi Myr Cultura, voluta a Mosca per riunire l'intellighenzia ufficiale a quella emarginata e aprirsi all'Europa e al mondo. Vi parteciperanno, tra gli altri, Dmitrij Lichačëv e Sergej Averincev, filologi, gli scrittori più noti dell'area russa e altri esponenti della cultura sovietica e di numerosi Paesi occidentali.
Il viaggio compiuto nel 1982 in Giappone e la sosta a Hiroshima gli faranno scrivere tre inchieste, che pubblicherà per l'Espresso, sulla bomba atomica. Questo tema sarà poi al centro del saggio L'inverno nucleare, strutturato lungo interviste che l'autore pone a studiosi e politici del tempo, e dalle cui pagine traspaiono anche la precarietà e l'aridità umana che il periodo successivo alla bomba atomica inevitabilmente ha lasciato.

### Le candidature al Nobel
Dai dati finora resi noti, si ricava che Alberto Moravia ricevette 17 candidature al premio Nobel per la letteratura tra il 1949 e il 1971, senza mai vincerlo. A candidarlo, fra gli altri, furono anche il futuro vincitore del Nobel Eyvind Johnson nel 1960 e la scrittrice italiana Maria Bellonci nel 1966.

### Gli ultimi anni di vita
Lo scrittore dedicò la raccolta di racconti dal titolo La cosa alla sua nuova compagna Carmen Llera, che sposerà in Campidoglio nel 1986. La notizia suscitò un certo scandalo per il fatto che Carmen Llera aveva quarantacinque anni meno di Moravia.
Nel 1984 fu eletto Europarlamentare come indipendente nelle liste del PCI, mandato che coprirà per cinque anni. Nel 1985 gli venne conferito il titolo di "Personalità europea".
Da Strasburgo dove fu attivo anche come inviato del Corriere della Sera lo scrittore inizierà nel 1984 la corrispondenza Il Diario europeo (raccolta in volume nel 1993 a cura di Enzo Siciliano), mentre nel 1986 verranno pubblicati L'angelo dell'informazione e altri scritti teatrali curato da Renzo Paris e il primo volume delle Opere (1927-1947) curato da Geno Pampaloni. Il secondo volume delle Opere (1948-1968) uscirà nel 1989 a cura di Enzo Siciliano.
La mattina del 26 settembre 1990 Moravia venne trovato morto nel bagno del suo appartamento in Lungotevere della Vittoria, sempre a Roma. La camera ardente fu allestita nella sala della Protomoteca mentre il funerale celebrato nella piazza del Campidoglio. Nello stesso anno uscirà la sua autobiografia, scritta insieme ad Alain Elkann, ed edita da Bompiani: Vita di Moravia. È sepolto nel cimitero del Verano.

## Altri riconoscimenti
Oltre ai premi Strega e Viareggio, Alberto Moravia ebbe tra l'altro:
- Il Premio Marzotto 1954 per Racconti romani[25]
- il Premio Mondello 1982[26]
- il Premio Nazionale Letterario Pisa di narrativa 1986[27]

## Opere

### Opera omnia
La nuova edizione delle opere complete di Alberto Moravia, in corso di pubblicazione, è iniziata nel 2000 sotto la direzione e il piano stabilito da Enzo Siciliano. Dopo la morte di Siciliano nel 2006, la pubblicazione dell'opera omnia fu interrotta. È ripresa finalmente nel 2020, a cura di Simone Casini, prevedendo l'uscita di un totale di 19 volumi.
- Romanzi brevi, Milano, Bompiani, 1949 [contiene: La mascherata, Agostino, La disubbidienza, L'amore coniugale].
- Opere 1927-1947, a cura di Geno Pampaloni con l'Autobiografia letteraria dell'autore, Collezione Classici, Milano, Bompiani, 1986, ISBN 978-88-452-1271-0.
- Opere 1948-1968, a cura di Enzo Siciliano, Collezione Classici, Milano, Bompiani, 1989, ISBN 978-88-452-1451-6.
- Romanzi e racconti 1929-1937, a cura e con introduzione di Enzo Siciliano, postfazione di Tonino Tornitore, Collezione Classici, Milano, Bompiani, 1998. [contiene: Gli indifferenti, La bella vita, Le ambizioni sbagliate, L'imbroglio]
- Opere I. Romanzi e racconti: 1927-1940, Nuova ed. a cura di Francesca Serra, edizione diretta da Enzo Siciliano, Collezione Classici, Milano, Bompiani, 2000-2005, ISBN 978-88-452-3500-9.
- Opere II. Romanzi e racconti: 1941-1949, Nuova ed. a cura di Simone Casini, introduzione di Piero Cudini, Collezione Classici, Milano, Bompiani, 2002-2007, ISBN 978-88-452-5972-2.
- Opere III. Romanzi e racconti: 1950-1959, 2 voll., Nuova ed. a cura di Simone Casini, Collezione Classici, Milano, Bompiani, 2004-2007, ISBN 978-88-452-5973-9.
- Opere IV. Romanzi e racconti: 1960-1969, Nuova ed. a cura di Simone Casini, Introduzione di Gianni Turchetta, Collezione Classici, Milano, Bompiani, 2007, ISBN 978-88-452-5970-8.
- Opere V. Romanzi e racconti: 1970-1979, A cura di Simone Casini, Collezione Classici, Milano-Firenze, Bompiani, 2020, ISBN 978-88-301-0440-2.

#### in preparazione
- Opere VI. Romanzi e racconti: 1980-1990
- Opere VII. Teatro
- Opere VIII. Poesie
- Opere IX. Viaggi. Le raccolte
- Opere X. Viaggi. Articoli 1930-1990
- Opere XI. Scritti sulla letteratura e sul teatro
- Opere XII. Scritti di arte
- Opere XIII. Scritti di cinema
- Opere XIV. Scritti di cinema: saggi e recensioni
- Opere XV. Scritti di politica e di attualità
- Opere XVI. Scritti autobiografici e interviste. I libri
- Opere XVII. Scritti autobiografici e interviste. Articoli 1930-1990
- Opere XVIII. Lettere (in 2 o più tomi)
- Opere XIX. Bibliografia e indici

### Romanzi
- Gli indifferenti, Milano, Alpes, 1929; Milano, Corbaccio, 1933; Milano, Bompiani, 1949.
- Le ambizioni sbagliate, collana Tascabili narrativa, Milano, Bompiani, 1980  [1935], ISBN 9788845207365.
- La mascherata, collana Tascabili narrativa, Milano, Bompiani, 2019  [1941], ISBN 9788830101258.
- Simone Casini (a cura di), Agostino, collana I libri di Alberto Moravia, illustrazioni di Renato Guttuso, Milano, Bompiani, 2014  [1945], ISBN 9788845277610.
- La romana, collana I grandi tascabili, Milano, Bompiani, 2001  [1947], ISBN 9788845249105.
- La disubbidienza, Milano, Bompiani, 1948.
- L'amore coniugale, Milano, Bompiani, 1949.
- Il conformista, Milano, Bompiani, 1951.
- Il disprezzo, Milano, Bompiani, 1954.
- La ciociara, Milano, Bompiani, 1957.
- La noia, Milano, Bompiani, 1960.
- L'attenzione, Milano, Bompiani, 1965.
- Io e lui, Milano, Bompiani, 1971.
- La vita interiore, Milano, Bompiani, 1978.
- 1934, Milano, Bompiani, 1982.
- L'uomo che guarda, Milano, Bompiani, 1985.
- Il viaggio a Roma, Milano, Bompiani, 1988.
- La donna leopardo, Milano, Bompiani, 1991. [romanzo incompiuto, postumo]
- I due amici. Frammenti di una storia fra guerra e dopoguerra, a cura di Simone Casini, Collana Narratori italiani, Milano, Bompiani, 2007, ISBN 978-88-452-5964-7. [romanzo incompiuto, scritto nel 1952, postumo]

### Racconti e novelle
- La bella vita, Lanciano, Carabba, 1935; introduzione di Oreste Del Buono, Milano, Bompiani, 1976. [contiene undici racconti scritti tra il 1927 e il 1932, in parte apparsi nella rivista 900]
- L'imbroglio. Cinque romanzi brevi, Milano, Bompiani, 1937.
- I sogni del pigro. Racconti, miti e allegorie, Milano, Bompiani, 1940.
- Le donne fanno dormire, «Beltempo», almanacco letterario delle romane edizioni della Cometa, 1941.
- L'amante infelice. Novelle, Milano, Bompiani, 1943.
- La cetonia, Roma, Documento, 1944.
- L'epidemia, Roma, Documento, 1944.
- Due cortigiane e Serata di Don Giovanni, Roma, L'Acquario, 1945.
- L'amore coniugale e altri racconti, Milano, Bompiani, 1949.
- Le chiese rosse, «Lo smeraldo», Rivista letteraria, 30 gennaio 1950.
- I racconti 1927-1951, 2 voll., Milano, Bompiani, 1952; poi Racconti 1927-1951, Milano, Bompiani, 1953. [24 racconti]
- Racconti romani, Milano, Bompiani, 1954. [i Racconti romani e Nuovi racconti romani raccolgono 130 racconti]
- L'epidemia. Racconti surrealisti e satirici, Milano, Bompiani, 1956; poi Racconti surrealisti e satirici, Milano, Bompiani, 1975.
- Nuovi racconti romani, Milano, Bompiani, 1959. [scritti tra il 1954 e il 1959]
- L'automa. Racconti, Milano, Bompiani, 1962. [41 racconti]
- Cortigiana stanca, Milano, Bompiani, 1965.
- Una cosa è una cosa, Milano, Bompiani, 1967. [44 racconti]
- Lo sgambetto, «L'illustrazione del medico», mensile dei Laboratori Maestretti, 1967.
- Il paradiso, Milano, Bompiani, 1970. [34 racconti]
- Un'altra vita, Milano, Bompiani, 1973.
- Boh, Milano, Bompiani, 1976.
- Tre storie della preistoria, Milano, Emme edizioni, 1977.
- Un miliardo di anni fa..., Torino, Stampatori, 1979.
- Cosma e i briganti, Palermo, Sellerio, 1980. [precedentemente pubblicato a puntate sul settimanale «Oggi» nel 1940]
- Storie della preistoria, Collana Letteraria, Milano, Bompiani, 1982.
- La cosa e altri racconti, Milano, Bompiani, 1983.
- La tempesta. Racconto lungo, Catania, Pellicanolibri, 1984.
- L'avaro, Latina, L'Argonauta, 1987.
- Il vassoio davanti alla porta, Milano, Bompiani, 1989; in seguito incluso nella raccolta La villa del venerdì e altri racconti, Milano., Bompiani 1990.
- La villa del venerdì e altri racconti, Milano, Bompiani, 1990, ISBN 88-452-1574-1.
- Romildo ovvero racconti inediti, perduti e d’autobiografia, a cura di Enzo Siciliano, Collana Letteraria, Milano, Bompiani, 1993, ISBN 978-88-452-2090-6. [racconti dispersi pubblicati su giornali e riviste tra il 1928 e il 1990]
- Le chiese rosse e altri racconti, a cura di Enzo Siciliano, Pistoia, Via del vento, 1998.
- Racconti dispersi 1928-1951, a cura di Simone Casini e Francesca Serra, Collana Letteraria, Milano, Bompiani, 2000, ISBN 978-88-452-4658-6. [69 racconti pubblicati su giornali, riviste, almanacchi fra il 1928 e il 1951]

### Saggistica
- La speranza, ossia Cristianesimo e Comunismo, Roma, Documento, 1944.
- L'uomo come fine e altri saggi, Milano, Bompiani, 1964.
- Impegno controvoglia. Saggi, articoli, interviste: trentacinque anni di scritti politici, Milano, Bompiani, 1980.
- L'inverno nucleare, Milano, Bompiani, 1986.
- Diario europeo. Pensieri, persone, fatti, libri, 1984-1990, prefazione di Enzo Siciliano, Milano, Bompiani, 1993
- Non so perché non ho fatto il pittore. Scritti d'arte [1934-1990], a cura di Alessandra Grandelis, Bompiani, 2017, ISBN 978-88-452-9538-6. [contiene 90 testi di argomento artistico]

### Critica cinematografica
- Al cinema. Centoquarantotto film d'autore, Collana Saggistica, Milano, Bompiani, 1975, ISBN 978-88-452-0057-1.
- Cinema italiano. Recensioni e interventi 1933-1990, a cura di Alberto Pezzotta e Anna Gilardelli, Collana Overlook, Milano, Bompiani, 2010, ISBN 978-88-452-6545-7.

### Reportage e racconti di viaggi
- Un mese in URSS, Milano, Bompiani, 1958.
- Un'idea dell'India, Milano, Bompiani, 1962.
- La rivoluzione culturale in Cina ovvero il Convitato di pietra, Milano, Bompiani, 1967.
- A quale tribù appartieni?, Milano, Bompiani, 1972.
- Lettere dal Sahara, Milano, Bompiani, 1981.
- Andrea Andermann-A. Moravia, Alcune Afriche, Roma, ERI, 1983.
- Passeggiate africane, Milano, Bompiani, 1987.
- Viaggi. Articoli 1930-1990, a cura e con un'introduzione di Enzo Siciliano, postfazione di Tonino Tornitore, Collezione Classici, Milano, Bompiani, 1994, ISBN 978-88-452-2305-1.
- Andrea Andermann-Alberto Moravia, Andando altrove, Milano, Bompiani, 2016.
- Lorenzo Capellini-Alberto Moravia, In Africa, Bologna, Minerva, 2016.
- L'America degli estremi. Un reportage lungo trent'anni (1936-1969), A cura di Alessandra Grandelis, Collana Overlook, Milano-Firenze, Bompiani, 2020, ISBN 978-88-301-0380-1.

### Drammaturgie
- La mascherata (su "Nuovi Argomenti", n. 7, marzo-aprile 1954, in volume nel 1958)
- Beatrice Cenci (su "Botteghe oscure", n. 16, 1955; in volume nel 1958)
- Il mondo è quello che è, Milano, Bompiani, 1966.
- L'intervista, Milano, Bompiani, 1966.
- Il dio Kurt, Milano, Bompiani, 1968.
- Omaggio a James Joyce, (su "Nuovi Argomenti", n. 9, gennaio-marzo 1968; in volume nel 1986)
- La vita è gioco, Milano, Bompiani, 1969.
- La cintura (su "Nuovi Argomenti", n. 12, ottobre-dicembre 1984)
- Voltati parlami (sul "Corriere della sera", 27 dicembre 1984)
- L'angelo dell'informazione (su "Nuovi Argomenti", numero speciale dedicato a "Spoleto 1985", giugno 1985)
- L'angelo dell'informazione e altri testi teatrali, a cura di Renzo Paris, Milano, Bompiani, 1986.
- Teatro, a cura di Aline Nari e Franco Vazzoler, 2 voll., Milano, Bompiani, 1998, 2004; Introduzione di Eugenio Murrali, Milano-Firenze, Bompiani, 2023, ISBN 978-88-301-0974-2.

### Poesie
- Poesie, a cura di Alessandra Grandelis, collana In versi, Milano-Firenze, Bompiani, 2019, ISBN 978-88-452-9997-1.

### Epistolari
- Alberto Moravia-Giuseppe Prezzolini, Lettere, Milano, Rusconi, 1982.
- Lettere ad Amelia Rosselli con altre lettere familiari e prime poesie (1915-1951), a cura di Simone Casini, Milano, Bompiani, 2010,  p. 361, ISBN 978-88-452-6544-0.
- Se è questa la giovinezza vorrei che passasse presto. Lettere [1926-1940] con un racconto inedito, a cura di Alessandra Grandelis, Milano, Bompiani, 2015, ISBN 978-88-452-8075-7.
- Quando verrai sarò quasi felice. Lettere a Elsa Morante [1947-1983], a cura di Alessandra Grandelis, Milano, Bompiani, 2016, ISBN 978-88-452-8238-6.

### Conversazioni
- Enzo Siciliano, Moravia, Milano, Longanesi, 1971. - col titolo Alberto Moravia: vita, parole e idee di un romanziere, Milano, Bompiani, 1982.
- Intervista sullo scrittore scomodo, a cura di Nello Ajello, Collana Saggi Tascabili, Bari, Laterza, 1978.
- Dacia Maraini, Il bambino Alberto, Milano, Bompiani, 1986. - Collana La Scala, Milano, BUR, 2000.

### Autobiografia
- A. Moravia-Alain Elkann, Vita di Moravia, Collana Letteraria, Milano, Bompiani, 1990, ISBN 978-88-452-1629-9.

### Varia
- Claudia Cardinale: dialogo e fotografie, fotografie di Chiara Samugheo, Carlo Cisventi, Franco Pinna e Tazio Secchiaroli, Milano, Lerici, 1963; Milano, Ghibli, 2015.

## Filmografia

### Regista e sceneggiatore
- Colpa del sole (1951)

### Sceneggiatore (filmografia parziale)
- Senza cielo, regia di Alfredo Guarini (1940) - non accreditato a causa delle leggi razziali fasciste
- Zazà, regia di Renato Castellani (1944) - non accreditato a causa delle leggi razziali fasciste
- Questa è la nostra città, Collana Overlook, Milano-Firenze, Bompiani, 2025, ISBN 978-88-301-5253-3. [soggetto cinematografico scritto nel 1947, non realizzato]
- Ultimo incontro, regia di Gianni Franciolini (1951)
- La donna del fiume, regia di Mario Soldati (1955)
- La giornata balorda, regia di Mauro Bolognini (1960)
- L'occhio selvaggio, regia di Paolo Cavara (1967)

### Attore
- Umano, non umano, regia di Mario Schifano (1969)

## Televisione
Alberto Moravia nel 1957 ha partecipato con Mike Bongiorno, Renato Guttuso, Liala, Virna Lisi, Rossana Rossanigo, May e Lazzarini a una serie di sketch della rubrica pubblicitaria televisiva di Rai 1, Carosello, pubblicizzando lo shampoo Plix e la Valigetta Oréal dell'Oréal.

## Prosa radiofonica Rai
- L'imbroglio, di Alberto Moravia, adattamento radiofonico di Marco Visconti, regia di Pietro Masserano Taricco, trasmessa il 25 maggio 1951.
- La signora dalle camelie, di Alessandro Dumas, traduzione di Alberto Moravia, regia di Guglielmo Morandi, trasmessa il 22 dicembre 1952
- Andare verso il popolo, racconto sceneggiato di A. Moravia, adattamento di Braccio Agnoletti, regia di Amerigo Gomez, trasmesso il 25 settembre 1953

## Film tratti dalle sue opere
- La provinciale, regia di Mario Soldati (1953)
- La romana, regia di Luigi Zampa (1954)
- Peccato che sia una canaglia, regia di Alessandro Blasetti (1954)
- Racconti romani, regia di Gianni Franciolini (1955)
- La ciociara, regia di Vittorio De Sica (1960)
- La giornata balorda, regia di Mauro Bolognini (1960)
- Risate di gioia, regia di Mario Monicelli (1960)
- Agostino, regia di Mauro Bolognini (1962)
- La noia, regia di Damiano Damiani (1963)
- L'amore difficile, regia di Alberto Bonucci, Sergio Sollima, Nino Manfredi (1962)
- Il disprezzo, regia di Jean-Luc Godard (1963)
- Gli indifferenti, regia di Francesco Maselli (1964)
- Le ore nude, regia di Marco Vicario (1964)
- La donna invisibile, regia di Paolo Spinola (1969)
- Una ragazza piuttosto complicata, regia di Damiano Damiani (1969)
- L'amore coniugale, regia di Dacia Maraini (1970)
- Il conformista, regia di Bernardo Bertolucci (1970)
- Gli ordini sono ordini, regia di Franco Giraldi (1972)
- Io e lui, regia di Luciano Salce (1973)
- Desideria: la vita interiore, regia di Gianni Barcelloni Corte (1980)
- La disubbidienza, regia di Aldo Lado (1981)
- Le ambizioni sbagliate, regia di Fabio Carpi (1983)
- L'attenzione, regia di Giovanni Soldati (1985)
- La romana, regia di Giuseppe Patroni Griffi (1988)
- La cintura, regia di Giuliana Gamba (1989)
- Lei, io e lui (Ich und Er), regia di Doris Dörrie (1989)
- La villa del venerdì, regia di Mauro Bolognini (1991)
- L'uomo che guarda, regia di Tinto Brass (1994)
- La noia (L'ennui), regia di Cédric Kahn (1998)
- Gli indifferenti, regia di Leonardo Guerra Seràgnoli (2020)